# Altilia
Altilia község (comune) Olaszország Calabria régiójában, Cosenza megyében.

## Fekvése
A megye déli részén fekszik. Határai: Belsito, Carpanzano, Grimaldi, Malito, Martirano, Motta Santa Lucia, Pedivigliano és Scigliano.

## Története
A települést valószínűleg a 11. század elején alapította II. Baszileiosz bizánci császár exarchája. A 19. század elejéb vált önálló községgé, amikor a Nápolyi Királyságban felszámolták a feudalizmust. 1928 és 1937 között Malito része volt. 

## Népessége
A népesség számának alakulása:

## Főbb látnivalói
- Santa Maria Assunta-templom